# Ivana Brkić
Ivana Brkić (heute Ivana Mesić) (* 11. September 1986 in Zagreb) ist eine kroatische Dance-, Pop- und House-Sängerin.

## Leben
Ivana Brkić begann bereits im Alter von zwölf Jahren auf diversen Festen aufzutreten. Es dauerte nicht lange, bis das junge Talent entdeckt wurde. Bereits Ende 1999 erschien mit Svaki pogled tvoj (deutsch: "Jeder deiner Blicke") die erste Single, mit der sich die Sängerin im kroatischen Musikmarkt etablieren wollte.
Knapp ein Jahr später, also Ende 2000, veröffentlichte die Sängerin mit nur 14 Jahren ihr Debütalbum mit dem Titel Prste k sebi (dt.: "Finger weg").
Das Album geht dabei in die Stilrichtung des "Pop". Für die Vermarktung des Albums flog die Sängerin nach Ägypten, um dort den Videoclip zur Single Pustinja (dt.: "Wüste") aufzunehmen. Es folgten zudem Auftritte im kroatischen Fernsehen, doch der Erfolg des Debüts war eher bescheiden.
Die junge Sängerin strebte einen Imagewechsel an, wollte musikalisch in eine andere Richtung gehen. Im Frühling 2002 erschien mit SMS, geschrieben u. a. von Alka Vuica, einer bekannten kroatische Sängerin und populären Songwriterin, ein Dance-Song, etwa im Stil von Colonia. Ivana trat mit dem Song beim Hrvatski Radijski Festival (einer alljährlichen musikalische Show) auf und erhielt für die musikalische Weiterentwicklung positive Resonanz.
Im Laufe des Jahres folgten die Singles Samo šuti (dt.: "Sei einfach leise") und Nije me sram (dt.: "Schäme mich nicht"), die wie das Anfang 2003 erschienene zweite Studioalbum Uzmi Sve (dt.: "Nimm alles") Dance- und House-Elemente enthielten.
Im Frühling 2003 erschien, nur wenige Monate nach der ursprünglichen Veröffentlichung, eine limitierte Special-Edition des Albums, welche zwei neue Tracks enthielt. Eins der Lieder, Previše od mene traziš (dt.: "Du verlangst zu viel von mir), wurde parallel dazu veröffentlicht. Der Sängerin gelang mit dem zweiten Album der nationale Durchbruch. Uzmi Sve konnte bis Ende 2003 7.500 Exemplare absetzen und wurde daraufhin von Croatia Records mit Silber ausgezeichnet.
Als vierte bzw. fünfte Single aus dem zweiten Studioalbum folgte Oči boje kestena (dt.: "Augen mit der Farbe von Kastanien"). Die Single konnte an den Erfolg der Vorgänger anknüpfen.
Im 2. Quartal 2004 veröffentlichte die Sängerin mit Nježno, Nježnije (dt.: "Sanft, Sanfter") eine komplett neue Up-Tempo-Single. Im dazugehörigen Videoclip zeigt sich Ivana deutlich erwachsener und reifer als in ihren bisherigen Werken. Nježno, Nježnije entwickelte sich zu einem großen Radio-Hit und verhalf der jungen Sängerin zu einer größeren Popularität. Im September 2004 wurde Ivana schließlich volljährig, wenige Monate später erschien der Song Manijak, ein Cover von Michael Sembellos Maniac, bekannt aus dem Film Flashdance.
Im Frühling des folgenden Jahres folgte mit Kora pod nogama (dt.: "Rinde unter den Füßen") der erste Vorbote des dritten Studioalbums. Sie nahm mit diesem Titel beim Hrvatski Radijski Festival 2005 teil und erreichte beim SMS-Voting um den besten Titel den ersten Platz.
Nach diesem Erfolg widmete sich Ivana wieder ihrem Privatleben, absolvierte im Sommer 2005 ihr Abitur und schrieb sich an einer Universität in Zagreb ein.
Dennoch folgte im November 2005 die Single Luda Mala (dt.: "Kleine Verrückte") und im Dezember das dritte und bis dato letzte Album Sve je samo fol (dt.: Es ist alles nur ein Scherz), welches gute Kritiken erhielt und teilweise sogar als das "beste Album des Jahres 2005" gehandelt wurde.
Ende 2005 verkündete die Sängerin, sie habe momentan keine Lust mehr, Alben und Videoclips aufzunehmen und aufzutreten. Vielmehr möchte sie sich in ihren Glauben vertiefen und nach diesem leben. Neben der Verkündigung, sich aus dem Musikgeschäft zurückzuziehen, bekannte sie, seit ihrem 13. Lebensjahr den Zeugen Jehovas anzugehören. Diese Äußerung führte in der kroatischen Presse zu einem kleinen Skandal.
Anfang 2006 folgte S vremena na vrijeme (dt.: "Von Zeit zur Zeit"), die letzte Single aus dem Album. Auf dem Höhepunkt ihrer musikalischen Karriere hat sie diese nach sieben Jahren beendet. Zu dieser Zeit war es unklar, ob es jemals ein Comeback geben würde.
Am 23. Juli 2011 heiratete die ehemalige Sängerin und zog mit ihrem Mann Emir Mesić nach Ljubljana. Sieben Jahre nachdem Brkić, heute Mesić, das Show-Business verlassen hat, verkündete sie in einem Radio-Interview, nicht mehr auf die Bühne zurückkehren zu wollen, sich jedoch gern an die Zeit zurückzuerinnern.

## Diskografie

### Alben
- 2000: Prste k sebi
- 2003: Uzmi sve (HR: Silber)[6]
- 2005: Sve je samo fol

### Singles
Hinweis: In Kroatien ist es eher unüblich, Maxi-CDs zu veröffentlichen. Hier aufgeführte Lieder dienen daher zur Promotion des jeweiligen Albums und werden als Radio-Singles veröffentlicht. Oft gibt es einen dazugehörigen Video-Clip.
- 1999: Svaki pogled tvoj – Jeder deiner Blicke
- 1999: Bez tebe – Ohne dich (Prste k sebi)
- 2000: Iz noći u noć, iz dana u dan – Von Nacht zu Nacht, von Tag zu Tag (Prste k sebi)
- 2000: Pustinja – Wüste (Prste k sebi)
- 2000: Prste k sebi – Finger Weg (Prste k sebi)
- 2001: Odlazim polako – Ich gehe langsam (Prste k sebi)
- 2002: SMS – SMS (Uzmi sve)
- 2002: Samo šuti – Sei nur leise (Uzmi sve)
- 2002: Nije me sram – Schäme mich nicht (Uzmi sve)
- 2003: Previše od mene tražiš – Du verlangst zu viel von mir (Uzmi sve (Special Edition))
- 2003: Oči boje kestena – Augen mit der Farbe von Kastanien (Uzmi sve)
- 2004: Nježno, Nježnije – Sanft, Sanfter
- 2004: Manijak – Irrer (Sve je samo fol)
- 2005: Kora pod nogama – Rinde unter den Füßen (Sve je samo fol)
- 2005: Luda Mala – Kleine Verrückte (Sve je samo fol)
- 2006: S vremena na vrijeme – Von Zeit zur Zeit (Sve je samo fol)

## Musikvideos
- 2000: Pustinja[7]
- 2002: Samo šuti[8]
- 2002: Nije me sram[9]
- 2003: Previše od mene traziš[10]
- 2003: Oči boje kestena
- 2004: Nježno, Nježnije
- 2004: Manijak
- 2005: Luda Mala[11]
- 2006: S vremena na vrijeme[12]